# TJ Sokol Mariánské Hory
TJ Sokol Mariánské Hory – dawny czechosłowacki, a obecnie czeski klub rugby z siedzibą w ostrawskiej dzielnicy Mariánské Hory. Męska drużyna obecnie występuje w czeskiej I lidze.

## Historia
Klub został założony przez Milana Misiačka w 1947 roku i już 4 lipca tego roku rozegrał swój inauguracyjny mecz. Dwa lata później rozegrał pierwsze spotkanie z zagraniczną drużyną – CFR București. W 1958 roku zadebiutował w najwyższej klasie rozgrywkowej, w której utrzymał się do 1963 roku. Największy sukces klubu to występ w finale Pucharu Czechosłowacji w 1979 roku, przegrany z TJ Praga 34:14. W 2001 roku powstały drużyny juniorskie, a trzy lata później żeńskie.

### Historyczne nazwy klubu
- 1947–1953 Sokol Vítkovické Železárny
- 1953–1956 Baník VŽKG Ostrava
- 1956–1960 VŽKG Ostrava
- 1960–1997 Lokomotiva Ostrava
- od 1998 TJ Sokol Mariánské Hory